# Bogdan Suceavă
Bogdan Suceavă (n. 27 septembrie 1969, Curtea de Argeș) este un matematician, romancier și publicist român contemporan.  A studiat matematica la Universitatea din București și la Michigan State University, unde și-a dat doctoratul în matematică în 2002.  În prezent, este profesor la California State University, din orașul Fullerton, statul american California. Suceavă este și profesor asociat al institutului STAR, la Universitatea Babeș-Bolyai, din Cluj-Napoca.

## Volume publicate
- 1990 - Teama de amurg, Editura Topaz, București
- 1992 - Sub semnul Orionului, roman, Editura Artprint, București
- 1995 - Legende și eresuri, poeme, Magic Art Design, București, cuvânt înainte de Alex Ștefănescu
- 2001 - Năluci și portrete, format electronic, grafica de Andrei Mănescu, Editura Nemira, ediția a II-a ASALT, 2001;
- 2002 - Imperiul generalilor târzii și alte istorii,  Editura Dacia, ediția a II-a la Editura LiterNet, 2003, nominalizat pentru premiiile Uniunii Scriitorilor și pentru premiile Asociației Scriitorilor din București
- 2003 - Bunicul s-a întors la franceză, istorii, Editura T, Iași, prefață de Liviu Antonesei, nominalizat la premiile Asociației Scriitorilor din București
- 2004 - Venea din timpul diez, roman, Editura Polirom, cu ediții în maghiară (2009), bulgară (2010), engleză (2011), franceză (2012) (Venu du temps dièse[4], de Dominique Ilea, 2012), reeditare în 2010, 2014; premiul Josef Jungmann pentru traducerea lui Jiri Nasinec în cehă pe anul 2014
- 2005 - Bătălii și mesagii,  Editura LiterNet, cu grafică de Dinu Lazăr.
- 2007 - Miruna, o poveste,  Editura Curtea Veche, cu o prefață de Mihail Vakulovski, cu editii în engleză (2011), italiană (2014), slovenă (2016), persană (2019)
- 2007 - Distanțe, demoni, aventuri,  Editura Tritonic, cu o prefață de Ovidiu Șimonca.
- 2008 - Vincent nemuritorul,  roman, Editura Curtea Veche.
- 2010 - Noaptea când cineva a murit pentru tine, roman, Editura Polirom. Ediție maghiră 2021.
- 2013 - Memorii din biblioteca ideală, eseuri, Editura Polirom.
- 2013 - Să auzi forma unei tobe, proză scurtă, Editura Millenium Books. Acest volum reunește textele din volumele Imperiul generalilor târzii și alte istorii, Bunicul s-a întors la franceză, istorii, la care se adaugă proza O călătorie în jurul lumii, publicată prima oară în volum în engleză, în antologia Bucharest Tales.
- 2015 - Scrisori de la Polul Est, eseuri, Editura Agol.
- 2016 - Republica, roman, Editura Polirom.
- 2017 - Istoria lacunelor. Despre manuscrise pierdute, eseu, Editura Polirom. Fragment publicat în Mathematical Intelligencer în 2021.
- 2018 - Avalon. Secretele emigranților fericiți, roman, Editura Polirom.
- 2019 - Vincent nemuritorul, roman, Editura Polirom[5]
- 2022 - Peisaj de furtună la Indianapolis, poeme, Editura Vremea. Cu o prefață de Al. Cistelecan.
- 2022 - Adâncul acestei calme creste. Programul de la Erlangen și poetica Jocului secund, eseu, Editura Polirom.

## Afilieri
- Uniunii Scriitorilor din România, între 1 ianuarie 2002 și 3 noiembrie 2009
- PEN Club West USA, 2005-2017.
- PEN Club Romania, din noiembrie 2020.

## Distincții
- 1993 - Premiul I Nemira, secțiunea Purgatoriu, nuvele, pentru nuvela Imperiul generalilor târzii;
- 2002 - Premiul CopyRo pentru beletristică, pentru volumul Imperiul generalilor târzii și alte istorii;
- 2007 - Premiul Asociației Scriitorilor din București pentru proză, pentru romanul Miruna, o poveste;
- 2011 - Premiul I al Rețelei literare pentru romanul Noaptea când cineva a murit pentru tine.
- 2014 - Venea din timpul diez este ales drept Cartea Lunii, la iLiteratura, Praga.
- 2015 - Versiunea cehă a romanului Venea din timpul diez , în traducerea lui Jiří Našinec, primește premiul Josef Jungmann.
- 2016 - Cetățean de onoare al municipiului Târgoviște.
- 2020 - Premiul George Pólya, decernat de Mathematical Association of America, pentru lucrarea: Adam Glesser, Matt Rathbun, Isabel Serrano, Bogdan D. Suceavă, Eclectic Illuminism: Applications of Affine Geometry, The College Mathematics Journal, Vol. 50, no. 2, March 2019, pp. 82–92.
- 2020 - Medalia de onoare a Societății de Științe Matematice din România.
- 2022 - Membru al departmentului căruia i s-a decernat din partea American Mathematical Society premiul pentru Programs that Make a Difference.

## În periodice
- Fondator, în 2000, alături de Paul Doru Mugur al trimestrialului virtual Respiro, unde a fost editor până în 2005.
- În 2001, rubrica Eresuri în Dilema.
- În perioada ianuarie 2003 - iulie 2008, susține rubrica Eresuri în Timpul.
- Alte texte literare publicate în: AgoraOnLine, Argeș, ArtPanorama, Contemporanul, Convorbiri literare, Familia, electr@, Interval, Luceafărul, Mozaic, Norii, Observator cultural, Poesis, Respiro, România literară, Suplimentul de Marți (Observator, Constanța), Vatra, și altele. O selecție a acestor articole apare în volumul Distanțe, demoni, aventuri.
- Coautor al Studiului Forumului Academic Român, publicat de Observator cultural în Nr.199-200, din 16 decembrie 2003.
- În 2008, nominalizare la Premiile Clubului Român de Presă, secțiunea jurnalism de știință, pentru articole publicate în Timpul și Familia  în anul 2007.
- Între 30 ianuarie 2016 și 24 noiembrie 2017 susține rubrica intitulată Distanțe, demoni, aventuri în cotidianul Evenimentul zilei.

### Interviuri
- „Imprecizia si nepunctualitatea: asta ma deranjeaza cel mai mult in lumea romaneasca“. Interviu cu Bogdan SUCEAVA, Ovidiu Șimonca, Observator cultural - numărul 296, noiembrie 2005
- Bogdan Suceava: "Cel mai important ar fi să tacă din gură cei care nu se pricep", 4 iulie 2010, Voci Pentru România, Evenimentul zilei
- Interviu cu Bogdan Suceavă. Ce ar face oamenii daca ar putea trăi la nesfârșit? Arhivat în 10 noiembrie 2013, la Wayback Machine., 7 noiembrie 2013, RL Online, România liberă
- Interviu realizat de Ligia Munteanu pentru Interviurile Telejurnalului, TVR 1, 15 iunie 2013, TVR 1
- Interviu realizat de Adina Dinițoiu pentru Bookaholic, 24 iunie 2013
- Interviu realizat de George Onofrei pentru Suplimentul de cultură, 8 iunie 2013
- Chestionar realizat la Universitatea Apollonia din Iași, un proiect de Nicoleta Dabija, 4 iunie 2013

### Texte integrale
- Imperiul generalilor târzii și alte istorii Editura LiterNet (2003);
- Bătălii și mesagii Editura LiterNet (2005);
- Bunicul s-a întors la franceză Editura LiterNet (2008).
- A projective characterization of cyclicity, scris împreună cu Wladimir Boskoff, Beiträge zur Algebra und Geometrie, Vol. 49 (2008), No. 1, pp. 195–203. (2008)
- Distances induced by Barbilian's metrization procedure, scris împreună cu Marian Ciucă și  Wladimir Boskoff, Houston Journal of Mathematics, Vol. 33 (2007), No. 3, pp. 709–717.
- New Curvature Inequalities for Hypersurfaces in the Euclidean Ambient Space, by Bogdan Dragos Suceava, Charles T. R. Conley, Rebecca Etnyre, Brady Gardener, Lucy H. Odom, Taiwanese Journal of Mathematics, vol 17, no. 3 (2013), pp. 885–895.
- Medieval Mistery: Nicole Oresme's Concept of Curvitas, by Isabel M. Serrano and Bogdan D. Suceavă, Notices of the American Mathematical Society, vol 62, No.9, October 2015, pp.1030-1034.